# Дегтярное (Харьковская область)
Дегтярное (укр. Дігтярне) — село,
Нестернянский сельский совет,
Чугуевский район,
Харьковская область.
Код КОАТУУ — 6321684603. Население по переписи 2001 г. составляет 72 (32/40 м/ж) человека.

## Географическое положение
Село Дигтярное находится на границе с Россией, в 4-х км от реки Волчья, на расстоянии в 2 км расположены сёла Круглое, Терезовка (Россия) и Савин (Россия). Крайний северный населённый пункт Харьковской области.

## Население
В 1864 году в хуторе владельческом Дегтярном число дворов 101, жителей 836, мужского пола 425, женского 411

## История
- 1705 — дата основания.

## Экономика
- «ХЛЕБОРОБ», ООО, агрофирма.

## Достопримечательности
- Братская могила советских воинов. Похоронено 20 воинов.
- Памятник воинам-односельчанам. 1941—1945 гг.